# Pavana

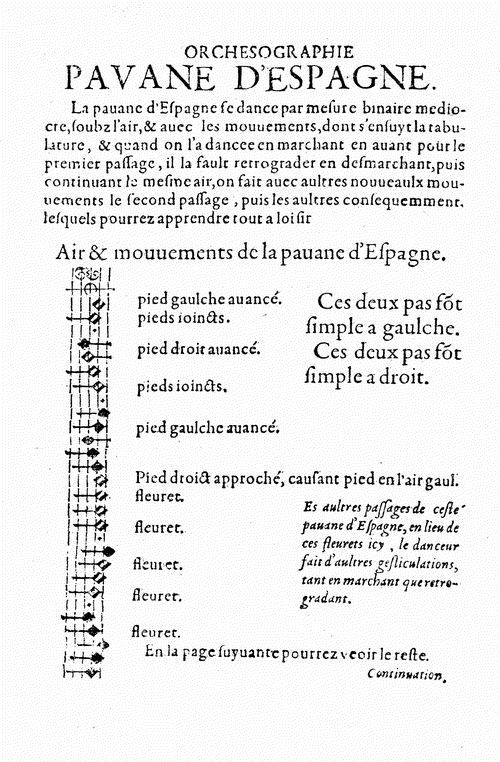
Tablatura Pavane em Orchesographie, um tratado de dança de Thoinot Arbeau, do século XVI

A pavana é uma dança cortesã em compasso 2/4 ou 4/4 que esteve na moda em toda Europa no Renascimento. 
Foi particularmente popular na Itália (como dança, até meados do século XVI), assim como na França e na Inglaterra (como peça de concerto, até o início do século XVII).

## Etimologia
A origem do termo pavana é controversa. De acordo com o dicionário musical Grove, existem duas origens possíveis:
- Do italiano padovano, que significa da cidade de Pádua;
- De pavão (pavo em espanhol), em alusão aos movimentos elegantes deste pássaro, que lembram o estilo da dança.